# 缀壳螺科
缀壳螺科（學名：Xenophoridae），又名衣笠螺科或綴螺科，外號貪吃螺，是一個中型到大型海螺物種的科，皆為玉黍螺目的海洋腹足綱軟體動物。

## 分佈及棲息地
本科物種分佈於熱帶及亞熱帶海域的大陸架及大陸坡，棲息於沙質底層，水深從淺水區到不超過1400米。

## 型態描述
本科物種的獨特之處，在於牠們愛在其斗笠狀的低錐形螺殼的殼表:55黏上砂石、珊瑚碎、其他貝殼甚或海底雜物:55作點綴。這也是本科物種的學名及中文譯名的由來：這個名字就由-（外來者）和（喜愛）兩部分組成。當這些點綴了的螺殼隨其主人的身體成長時，這些「點綴物」依然黏附其上，就像裝飾物一樣。
螺殼本體的大小變化頗大：其直徑從19到160 mm、高從21到100 mm。depressed to conical, with narrow to wide, simple to spinose peripheral edge or flange separating spire from base. 
殼口大，底闊平，一般都有臍孔。
外殻膜非常薄，甚或沒有。Protoconch depressed-conical, multispiral (in one species paucispiral). Teleoconch usually with foreign objects attached in spiral series to peripheral flange and, sometimes, remainder of dorsum, at least on early whorls. 
螺厣角質，質薄:55，黃棕色至棕色，有簡單的生長紋，nucleus lateral, with simple growth lamellae, sometimes with conspicuous radial striae or hollow radial ribs.

## 分類
本科舊屬中腹足目的马掌螺总科（Hipponicacea）。
根據2005年的《布歇特和洛克羅伊的腹足類分類》，本科之下不設亞科；在2017年的《布歇特等人的腹足類分類》，本科是玉黍螺目的成員。

### 屬

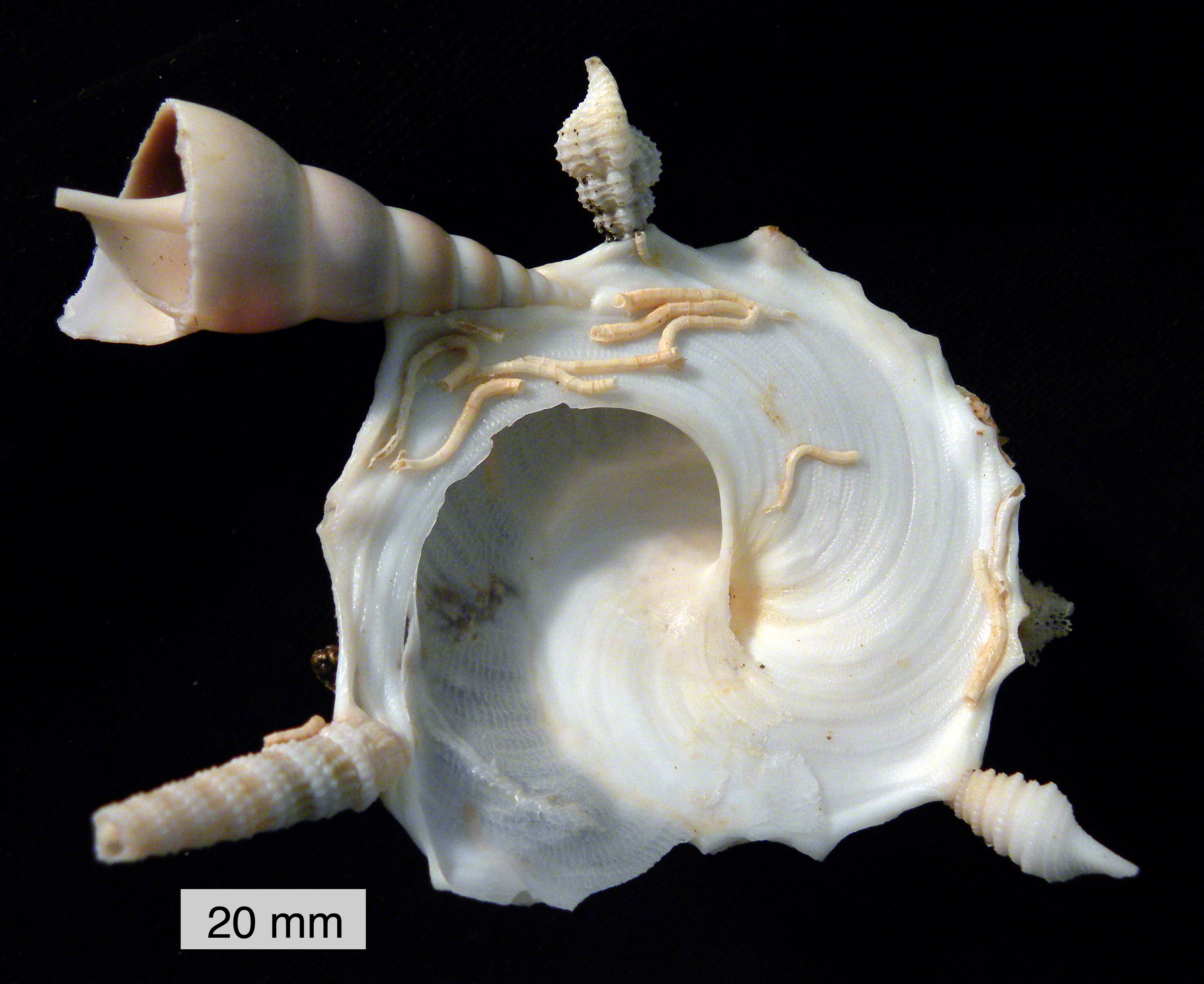
Aperture view of a xenophorid gastropod (Xenophora pallidula).

本科只有三個屬，分別如下：
- 阳伞螺属 Onustus Swainson（英语：William Swainson）, 1840 - synonyms: Trochotugurium Sacco, 1896; Tugurium Fischer in Kiener, 1879[9]
- 扶轮螺属 Stellaria Möller, 1832 - synonym: Haliphoebus Fischer in Kiener, 1879; Xenophora (Stellaria) Schmidt, 1832[10]
- 綴殼螺屬 Xenophora Fischer von Waldheim, 1807[11]:213[12]

## 外部連結
- Family: Xenophoridae (Carrier Shells) （页面存档备份，存于）